# Nancray-sur-Rimarde

Nancray-sur-Rimarde este o comună în departamentul Loiret din centrul Franței. În 1 ianuarie 2022 avea o populație de 571 de locuitori.